# Puente en arco

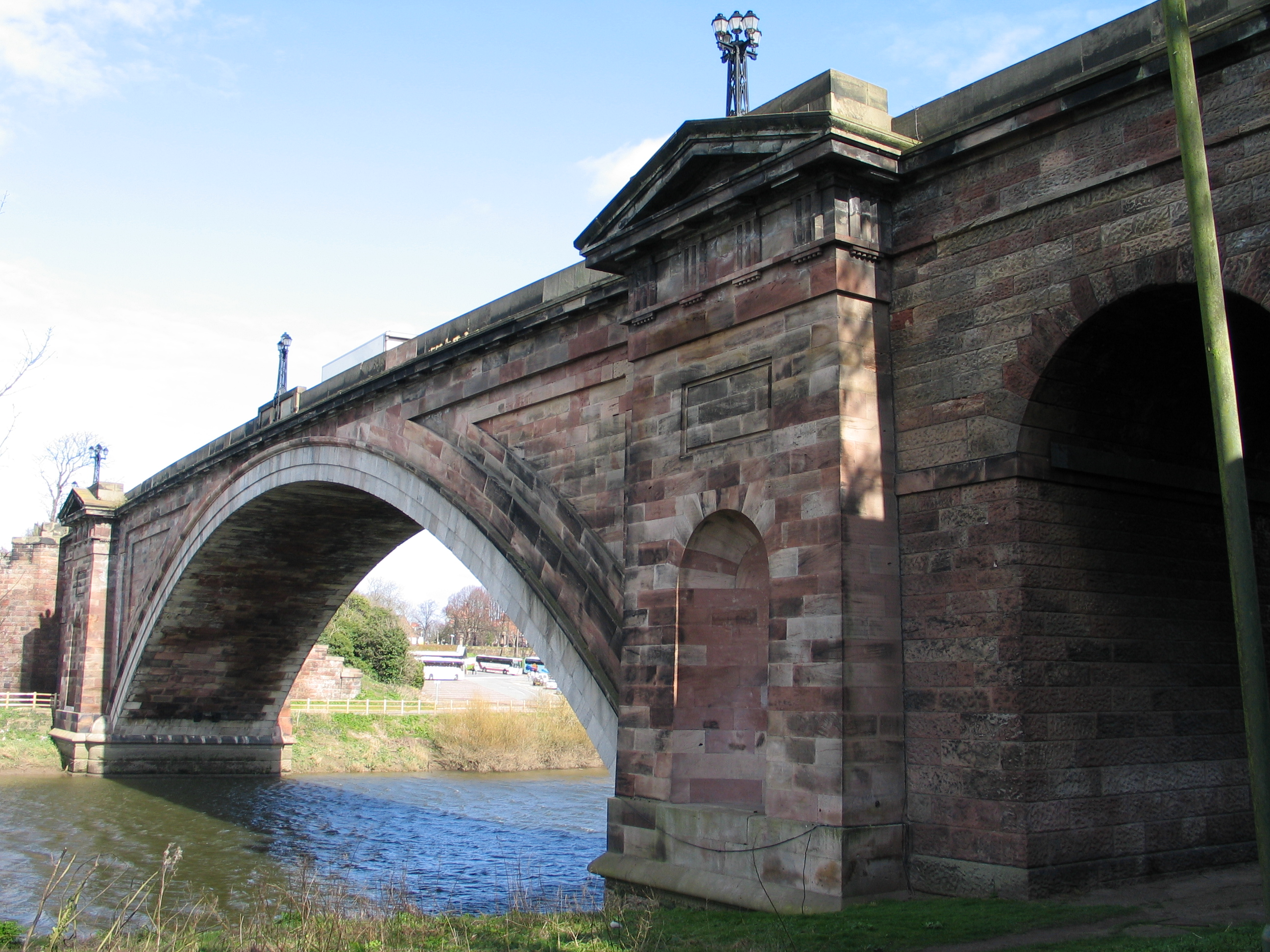
Vista del puente en arco de Grosvenor en Chester, Inglaterra.

Un puente en arco es un puente con apoyos situados en los extremos de la luz a salvar, entre los cuales se dispone una estructura con forma de arco con la que se transmiten las cargas. El tablero puede estar apoyado o colgado de esta estructura principal, dando origen a distintos tipos de puentes arco en función de la posición relativa del tablero respecto al arco.
Los puentes en arco trabajan transfiriendo el peso propio del puente y las sobrecargas de uso hacia los apoyos mediante la compresión del arco, donde se transforman en un empuje horizontal y una carga vertical. Normalmente la esbeltez del arco (relación entre la flecha máxima y la luz) es alta, haciendo que los esfuerzos horizontales sean mucho mayores que los verticales. Por este motivo son adecuados en sitios donde las cimentaciones de los apoyos son capaces de proporcionar una buena resistencia al empuje horizontal.
Cuando la distancia a salvar es grande pueden estar hechos con una serie de arcos, aunque lo habitual en la actualidad es utilizar otras estructuras más económicas. Los antiguos romanos ya planeaban estructuras con múltiples arcos para construir puentes y acueductos.
Este tipo de puentes fueron inventados por los antiguos griegos, quienes los construyeron en piedra. Más tarde los romanos usaron cemento en sus puentes de arco. Algunos de aquellos antiguos puentes siguen estando en pie. Los romanos usaron solamente puentes de arco de medio punto, pero se pueden construir puentes más largos y esbeltos mediante figuras elípticas o de catenaria invertida.

## Puentes de arco de compresión simple

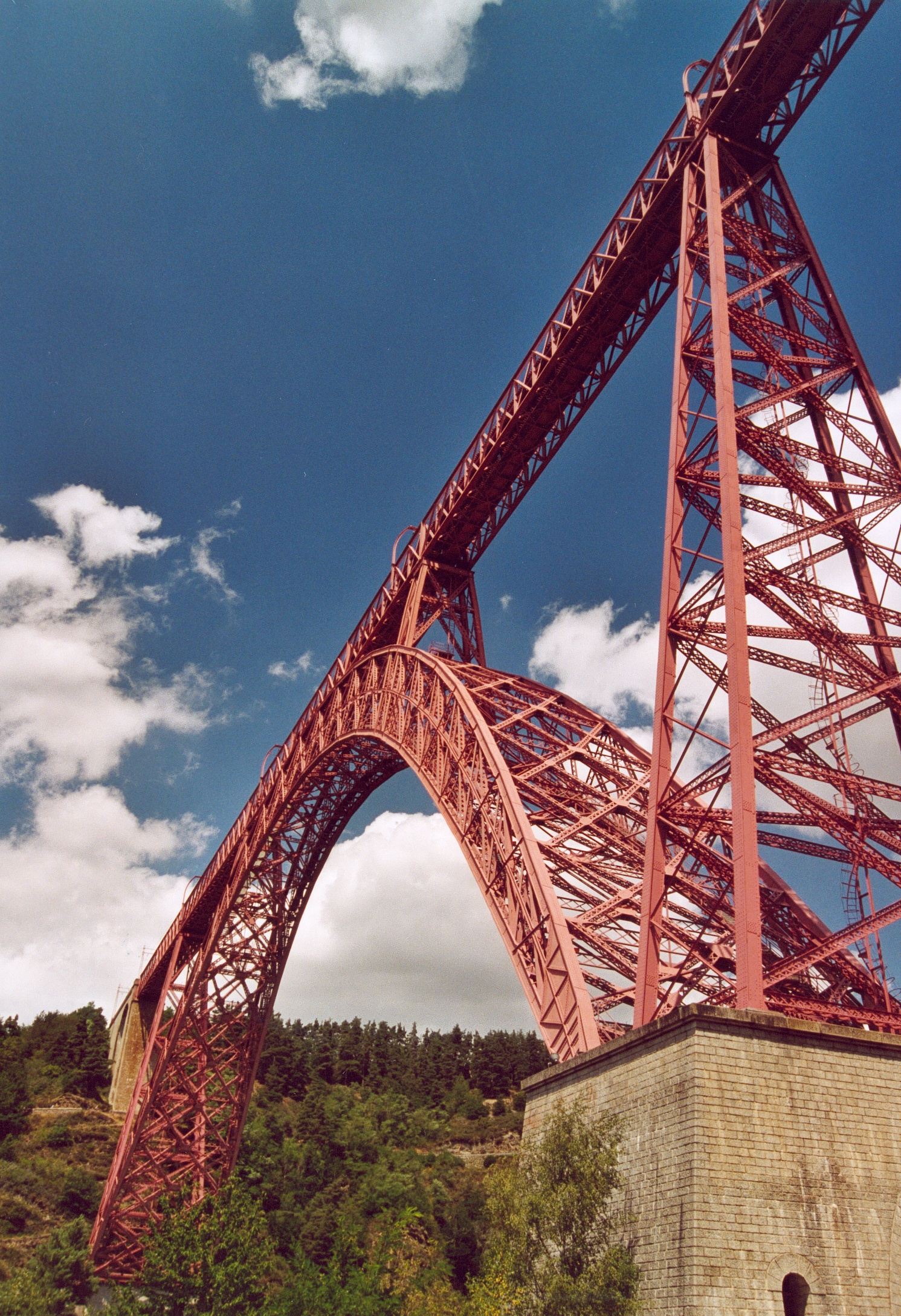
Viaducto de Garabit, Francia.

### Ventajas con el uso de materiales simples
La piedra y muchos materiales similares son resistentes a los esfuerzos de compresión, y algo en los de cizalladura (cortadura). Pero en esfuerzos de tracción son muy débiles, por eso muchos puentes en arco están diseñados para trabajar constantemente bajo compresión. En la construcción, cada arco se construye sobre una cimbra provisional con forma de arco. En los primeros puentes de arco en compresión, una piedra llave (clave) en el medio del arco, distribuye el peso al resto del puente. Cuanto más peso se pone en el puente, más fuerte se hace la estructura. Los puentes en arco de albañilería usan una cantidad de relleno (típicamente cascajo y grava compactados) sobre el arco para aumentar el peso muerto sobre el puente y así prevenir que haya puntos del arco que entren en tracción, lo que podría ocurrir cuando las cargas se mueven a través del puente. También se utilizan para construir este tipo de puentes el hormigón en masa (no armado) y el ladrillo. Cuando se usa cantería (piedra cortada) se cortan los ángulos de las caras para minimizar los esfuerzos cortantes. Cuando se usa mampostería (piedras sin cortar ni preparar) se usa un mortero entre ellas y el mortero se aplica y se deja endurecer antes de retirar la cimbra.

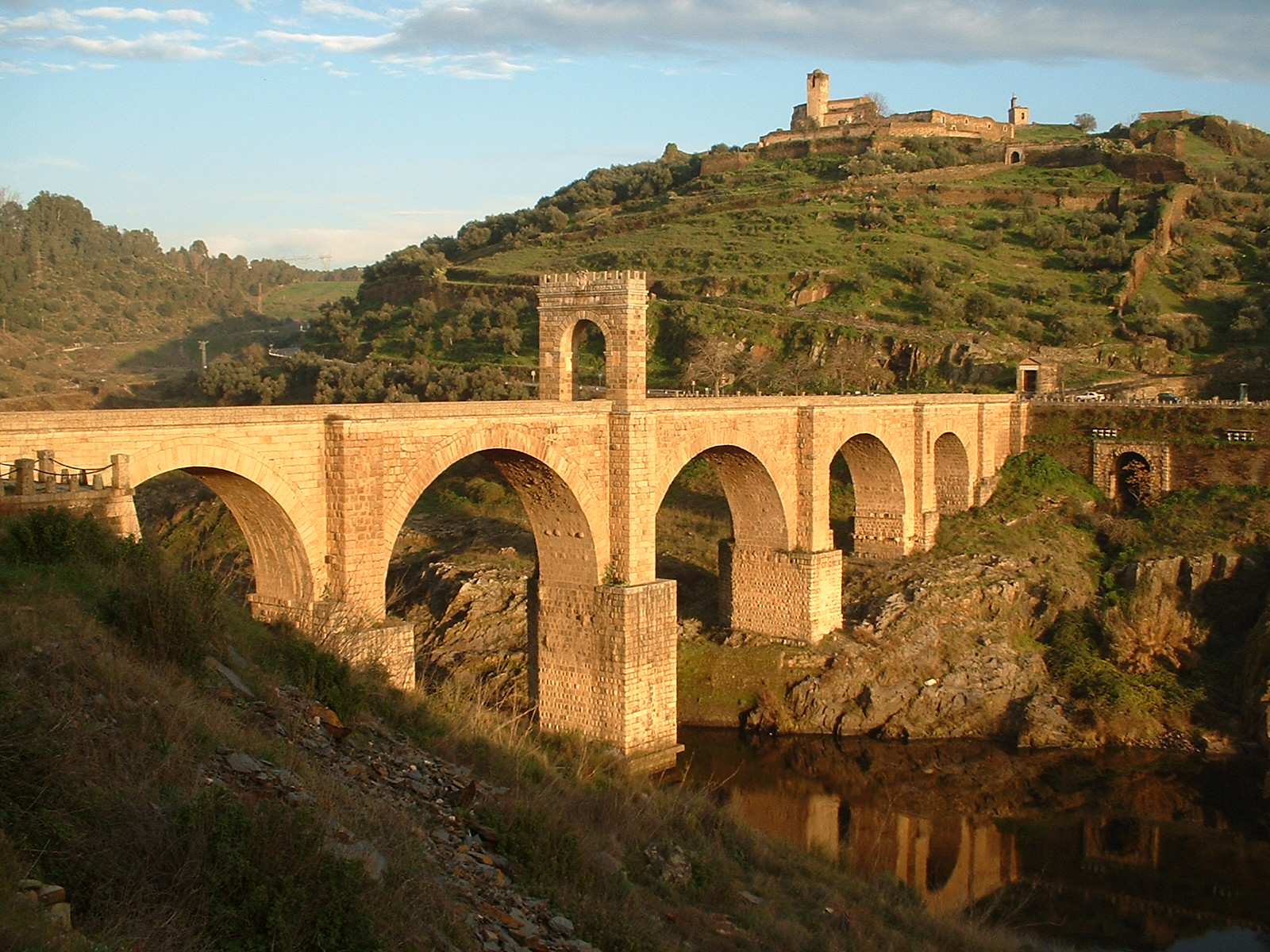
Puente romano en arco de Alcántara, Cáceres (España).

### Secuencia de construcción
- Cuando los arcos se cimientan en el fondo de una corriente de agua o un río, el agua se desvía y se excava la arena hasta llegar a suelo firme. A menudo la cimentación se hace por pilotes. Desde esta cimentación, se levantan las pilas hasta la base de los arcos.
- Después se montan las cimbras provisionales, normalmente con maderas y tablas. Desde cada arco de un puente multi-arco se transmitirán unas cargas sobre sus vecinos, por esto, es necesario construir todos los arcos al mismo tiempo (y al mismo ritmo), para que las fuerzas que se produzcan, se compensen entre arcos consecutivos. Las cargas que producen los arcos de los extremos del puente se transmiten al terreno por los cimientos en los taludes laterales del río o cañón, o bien con grandes cuñas formando rampas a las entradas en el puente, que también pueden estar formadas por más arcos.
- La mayoría de arcos se construyen simultáneamente en la cimbra; cuando la estructura básica de cada arco está construida, el arco se estabiliza con un relleno interior de albañilería entre los arcos formando unas paredes a los laterales del puente, que pueden estar dispuestas en horizontal formando también los muros laterales. Una vez formadas estas dos paredes se rellena el interior con material suelto y cascajo.
- Finalmente se pavimenta la vía y se construyen los muros quitamiedos.

## Acueductos y canales

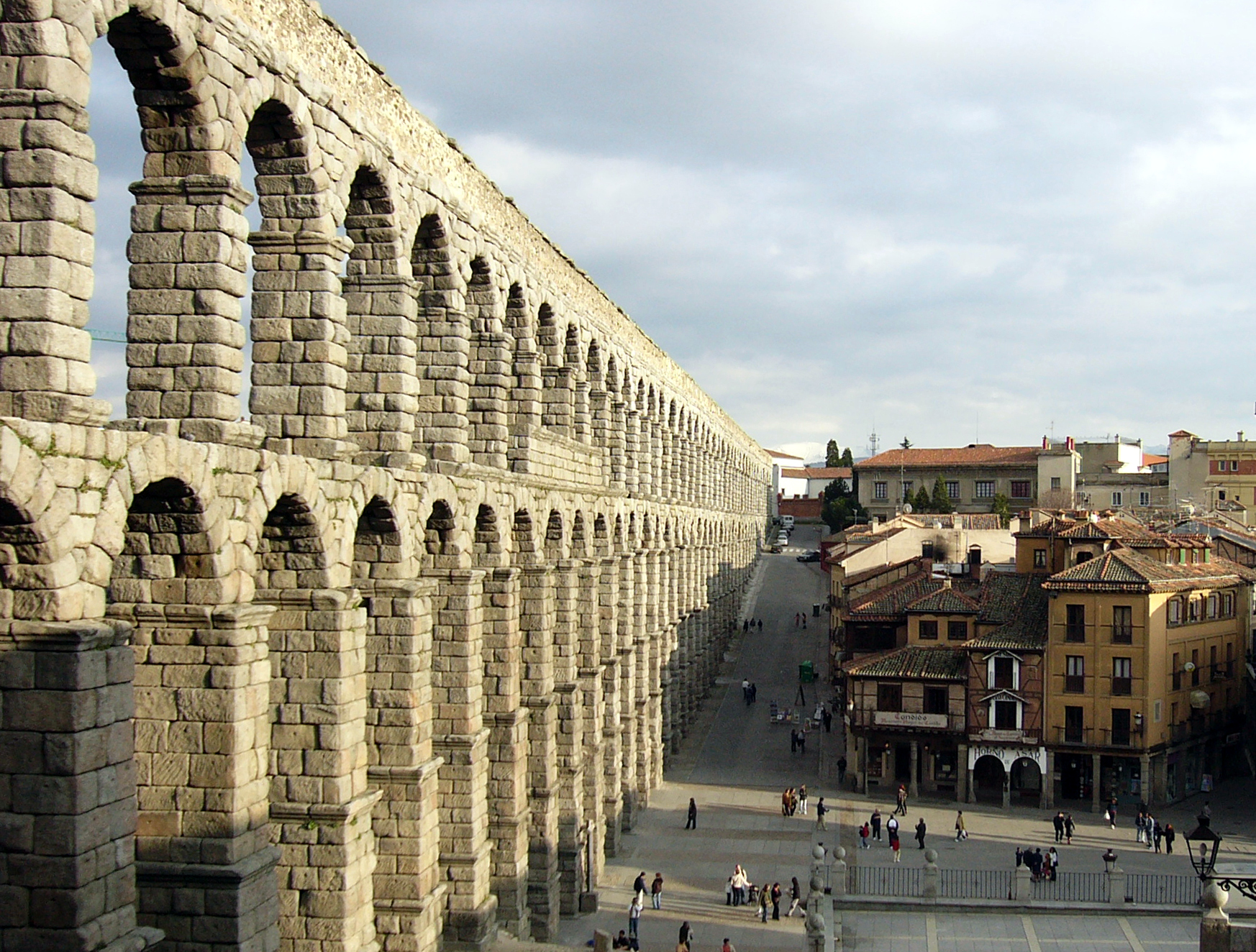
Arquería del acueducto de Segovia (c. 100 d. C.)

A veces, en algunas zonas es necesario unir dos puntos distantes con un puente a gran altura, como cuando es un canal o un suministro de agua y se debe cruzar un valle. En vez de construirse arcos muy grandes o columnas de soporte muy altas (difícil cuando se usa piedra), se construyen series de estructuras en arco, unas sobre las otras, con estructuras más anchas en la base. Los ingenieros civiles romanos desarrollaron y refinaron mucho el diseño y construcción de estas estructuras usando solamente materiales, equipamiento y matemáticas simples. Estas construcciones se siguen usando en viaductos de canales y carreteras como también tiene una forma agradable, particularmente cuando se cruza una vía de agua, y los reflejos de los arcos forman una impresión visual de ser arcos o elipses.

### Uso de materiales modernos

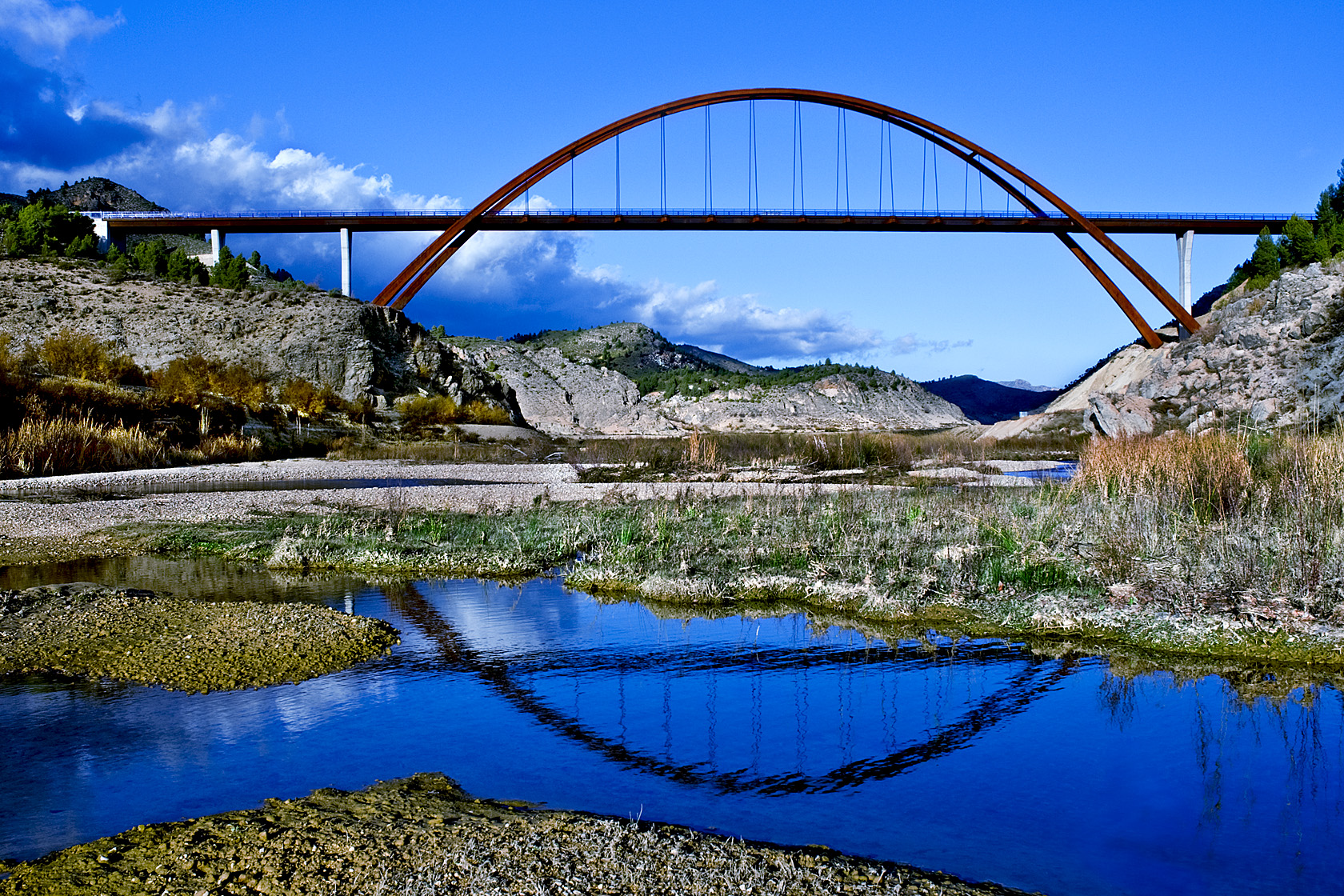
Puente de La Vicaria en Albacete, es un puente arco metálico con tablero intermedio.

Muchos de los puentes en arco están hechos con hormigón armado. Este tipo de puentes es posible construyendo un encofrado (con una estructura provisional similar a los puentes de piedra) que soporte el hormigón fresco y las armaduras. Cuando el hormigón ha adquirido la suficiente resistencia, se procede al desencofrado, eliminando toda la estructura provisional.
Muchos puentes modernos, hechos de acero u hormigón armado, poseen forma de arco y tienen parte de su estructura cargada en tensión, pero esto posibilita una reducción o eliminación de la carga horizontal ejercida contra los contrafuertes, permitiendo su construcción en suelos más débiles. Estructuralmente no son verdaderos arcos, más bien vigas con forma de arco. Véase puentes de arco de armazón para conocer más de este tipo de puentes.
Una evolución moderna de los puentes en arco es el puente de arco en compresión de pista colgante. Este tipo ha sido posible por el uso de materiales ligeros que sean fuertes a tracción, como el acero, hormigón armado y hormigón postensado.

## Variaciones
- Puente Luna
- Puente de pista colgante de arco en compresión
- Puente de armazón en arco (no es un verdadero puente en arco)